# ریال کامبوج
ریل کامبوج (به انگلیسی: Cambodian riel) (به خمر: រៀល) با کد ایزوی KHR، یکای پول رایج در کشور کامبوج است. مسئولیت کنترل این یکای پول بر عهدهٔ بانک ملی کامبوج قرار دارد. از سال ۱۹۹۰ دلار آمریکا در کنار ریل با نرخ ۱/۴,۰۰۰ به کار می‌رود.
مردم کامبوج بر این باورند که نام این یکای پول ریشه در واژه خمر ماهی کوچک دارد. اگرچه بیشتر احتمال می‌رود این واژه در رئال اسپانیا که از سده ۱۶ تا ۱۹ میلادی در آمریکا و آسیا برای بازرگانی جهانی به کار می‌رفت، ریشه داشته باشد.

## تاریخچه

### تیکال کامبوج

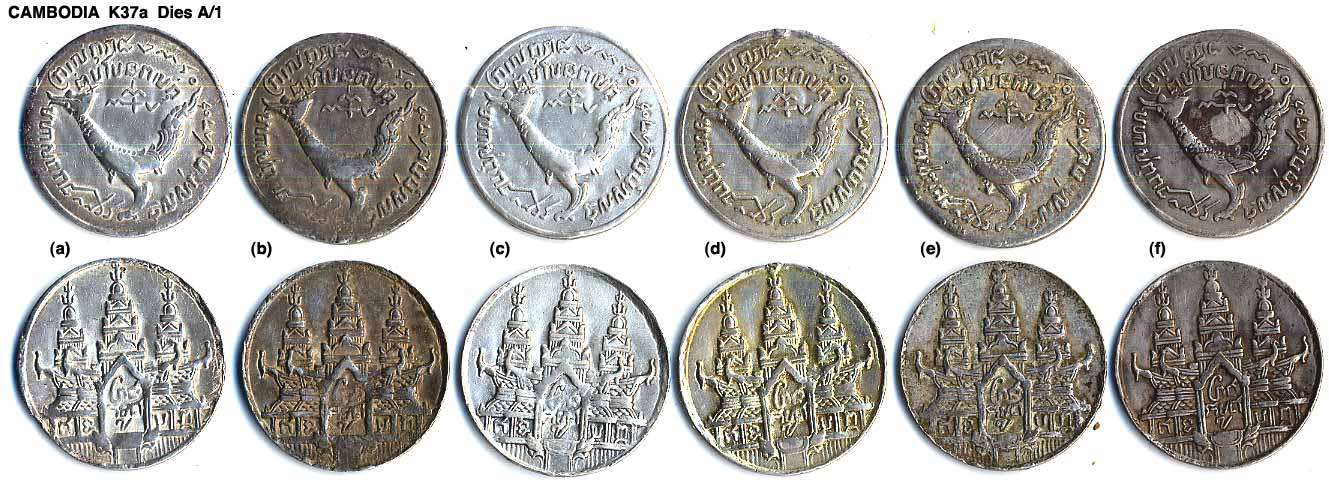
سکه‌های تیکال کامبوج

تا پیش از ۱۸۷۵ تیکال یکای پول کامبوج، لائوس و تایلند بود.

### فرانک کامبوج

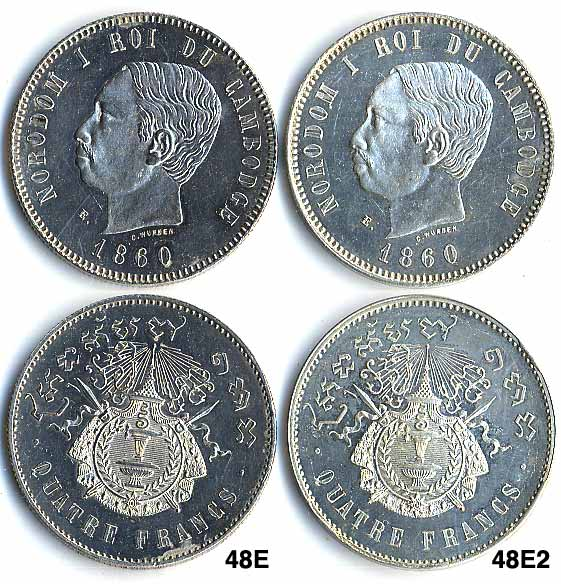
سکه‌های فرانک کامبوج

در کامبوج تحت‌الحمایه فرانسه یکای پول به فرانک تغییر کرد. هر فرانک به ۱۰۰ سانتیم تقسیم می‌شد. فرانک کامبوج از سال ۱۸۷۵ تا ۱۸۸۵ رایج بود.

### پیاستر هندوچین فرانسه

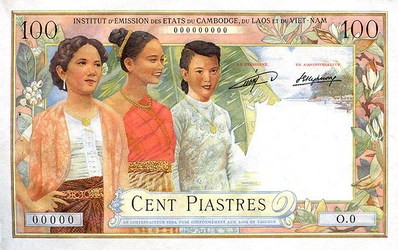
اسکناس ۱۰۰ پیاستر هندوچین فرانسه

در سال ۱۸۸۵ هندوچین فرانسه فرانک را با پیاستر جایگزین کرد. پیاستر تا سال ۱۹۵۲ رایج بود.

### ریل نخست (۱۹۵۳-۱۹۷۵)
با استقلال از هندوچین فرانسه، کیپ در لائوس، دونگ در ویتنام جنوبی و ریل در کامبوج منتشر شد.

### خمرهای سرخ (۱۹۷۵-۱۹۸۰، ۱۹۹۳-۱۹۹۹)
خمرهای سرخ با قدرت گرفتن در ۱۹۷۵ با بهانه جلوگیری از کاپیتالیسم ریل نخست را نابود و با یکای خود جایگزین کردند اگرچه این یکای ایشان هرگز منتشر نشد.
آنها دوباره در سال ۱۹۹۳ در منطقه‌های تحت کنترل خود دست به جایگزینی دوباره پول زدند.

### ریل دوم
در پی حمله ویتنام به خمرهای سرخ در ۱۹۷۸، ریل در تاریخ ۲۰ مارس ۱۹۸۰ دوباره به جایگاه پیشین خود بازگشت.

## اسکناس‌ها
در ۱۸ اکتبر ۲۰۲۱ اسکناس یادبودی به مناسبت سی‌امین سالگرد توافق‌نامه صلح پاریس در راستای برقراری صلح میان کامبوج و ویتنام منتشر شد. تصویر برج ایفل در این اسکناس نقش بسته است.
| نگاره | نگاره | بها                   | ابعاد       | رنگ                             | شرح                                                                    | شرح                                                                                      | تاریخ | تاریخ          | تاریخ        |
| رو    | پشت   | بها                   | ابعاد       | رنگ                             | رو                                                                     | پشت                                                                                      | چاپ   | انتشار         | خروج از گردش |
| ----- | ----- | --------------------- | ----------- | ------------------------------- | ---------------------------------------------------------------------- | ---------------------------------------------------------------------------------------- | ----- | -------------- | ------------ |
|       |       | ۵۰ riels              | ۱۳۰ × ۶۰ mm | قهوه‌ای                          | معبد بانتی سری                                                         | سد                                                                                       | ۲۰۰۲  | ۲۹ اوت ۲۰۰۲    | در گردش      |
|       |       | ۱۰۰ riels             | ۱۳۰ × ۶۰ mm | ارغوانی، قهوه‌ای و سبز           | یادمان استقلال                                                         | مدرسه                                                                                    | ۲۰۰۱  | ۹ اوت ۲۰۰۱     | در گردش      |
|       |       | ۱۰۰ riels             | ۱۳۸ × ۶۴ mm | نارنجی و آبی                    | ناگا، بودا، پادشاه پدر نوردوم سیهانوک در پوشش راهبی جوان               | تندیسی خمر، پاگودای نقره‌ای، بودا                                                         | ۲۰۱۴  | ۱۴ ژانویه ۲۰۱۵ | در گردش      |
|       |       | ۲۰۰ riels             | ۱۳۸ × ۶۴ mm | خاکستری، سبز و نارنجی           | نشان سلطنتی، ناگا، جوانی پادشاه نوردوم سیهامونی                        | کاخ پنوم‌پن، تندیس پادشاه سیسووات در موزه ملی کامبوج                                      | ۲۰۲۲  | ۱۴ نوامبر ۲۰۲۲ | در گردش      |
|       |       | ۵۰۰ riels             | ۱۳۸ × ۶۴ mm | قرمز و ارغوانی                  | انگکور وات                                                             | پل کیزونا بر روی رود مکونگ                                                               | ۲۰۰۲  | ۴ آوریل ۲۰۰۳   | در گردش      |
|       |       | ۵۰۰ riels             | ۱۳۸ × ۶۴ mm | صورتی و خاکستری                 | ناگا، نشان سلطنتی، پادشاه نوردوم سیهامونی                              | پل نیک لوئونگ، پل کیزونا بر روی رود مکونگ، یادمان، حاشیه زینتی                           | ۲۰۱۴  | ۱۴ ژانویه ۲۰۱۴ | در گردش      |
|       |       | ۱,۰۰۰ riels           | ۱۳۸ × ۶۴ mm | قهوه‌ای و یاسی                   | دروازه جنوبی بایون                                                     | بندر خودمختار سیهانوکویل                                                                 | ۲۰۰۵  | ۶ ژانویه ۲۰۰۶  | در گردش      |
|       |       | ۱,۰۰۰ riels           | ۱۴۸ × ۶۸ mm | یاسی و نیلی                     | ناگا، نشان سلطنتی، پادشاه نوردوم سیهانوک                               | تختگاه کاخ سلطنتی، شناور قومانند پیکر سیهانوک را حمل می‌کند                               | ۲۰۱۲  | ۳۰ ژانویه ۲۰۱۳ | در گردش      |
|       |       | ۱,۰۰۰ riels           | ۱۴۶ × ۶۸ mm | ارغوانی و آبی                   | ناگا، نشان سلطنتی، پادشاه نوردوم سیهانوک                               | تختگاه کاخ سلطنتی، پرنده نیمه‌آدمیزاد                                                     | ۲۰۱۶  | ۲۵ اکتبر ۲۰۱۷  | در گردش      |
|       |       | ۲,۰۰۰ riels           | ۱۴۶ × ۶۸ mm | سبز، سیاه و زرد                 | نیایشگاه پرهه ویهر                                                     | انگکور وات و شالیکار                                                                     | ۲۰۰۷  | ۳ ژانویه ۲۰۰۸  | در گردش      |
|       |       | ۲,۰۰۰ riels           | ۱۴۶ × ۶۸ mm |                                 | ناگا، نشان سلطنتی، پادشاه نوردوم سیهانوک                               | پادشاه نوردوم سیهانوک در کنار دو سرباز از رودخانه‌ای می‌گذرد (دسامبر ۱۹۵۳)؛ یادمان استقلال | ۲۰۱۳  | ۸ نوامبر ۲۰۱۳  | در گردش      |
|       |       | ۲,۰۰۰ riels           | ۱۴۶ × ۶۸ mm | سبز، نارنجی، سیاه، قهوه‌ای و زرد | ناگا، نشان سلطنتی، پادشاه نوردوم سیهانوک                               | دست‌سازه سنگی باستانی، پرستشگاه شیرشاه، تندیس شیر                                         | ۲۰۲۲  | ۱۴ نوامبر ۲۰۲۲ | در گردش      |
|       |       | ۵,۰۰۰ riels           | ۱۴۶ × ۶۸ mm | سبز و خاکستری                   | پادشاه نوردوم سیهانوک                                                  | تاق پتکین آنگکور                                                                         | ۲۰۰۱  | ۶ آوریل ۲۰۰۱   | در گردش      |
|       |       | ۵,۰۰۰ riels           | ۱۴۶ × ۶۸ mm | بنفش و قهوه‌ای                   | ناگا، قایق، پادشاه نوردوم سیهانوک با کلاه بره                          | ناگا، تاق پتکین آنگکور، گردونه                                                           | ۲۰۱۵  | ۲۵ اکتبر ۲۰۱۷  | در گردش      |
|       |       | ۱۰,۰۰۰ riels          | ۱۴۶ × ۶۸ mm | ارغوانی، قهوه‌ای و آبی           | پادشاه نوردوم سیهانوک                                                  | اسکله سیسووات                                                                            | ۲۰۰۱  | ۶ آوریل ۲۰۰۱   | در گردش      |
|       |       | ۱۰,۰۰۰ riels          | ۱۵۵ × ۷۲ mm | آبی                             | ناگا، پادشاه نوردوم سیهامونی                                           | ویرانه معبدی بودایی در جزیره‌ای ساختگی در آنگکور؛ تندیس سنگی از اسب                       | ۲۰۱۵  | ۱۵ مه ۲۰۱۵     | در گردش      |
|       |       | ۱۵,۰۰۰ riels          | ۱۵۵ × ۷۲ mm | ارغوانی                         | پادشاه نوردوم سیهانومی، ناگای هفت‌سر                                    | تاجگذاری نوردوم سیهامونی، یادمان بردبرد، فیلی سه‌سر گارودای قو را حمل می‌کند               | ۲۰۱۹  | ۷ اکتبر ۲۰۱۹   | در گردش      |
|       |       | ۲۰,۰۰۰ riels          | ۱۵۵ × ۷۲ mm | ارغوانی                         | پادشاه نوردوم سیهامونی                                                 | انگکور وات، چهار چهره بوداسف اولوکیتشوره                                                 | ۲۰۰۸  | ۵ دسامبر ۲۰۰۸  | در گردش      |
|       |       | ۲۰,۰۰۰ riels          | ۱۵۵ × ۷۲ mm | صورتی و خاکستری                 | ناگا، پادشاه نوردوم سیهامونی                                           | معبد بانتی سری                                                                           | ۲۰۱۷  |                | در گردش      |
|       |       | ۳۰,۰۰۰ riels (یادبود) | ۱۷۰ x ۷۵ mm | سبز، قهوه‌ای و ارغوانی           | ناگا، پادشاه نوردوم سیهانوک                                            | پادشاه نوردوم سیهانوک و نخست‌وزیر هون سن، کاخ سلطنتی، برج ایفل و یادمان استقلال           | ۲۰۲۱  | ۱۸ اکتبر ۲۰۲۱  | در گردش      |
|       |       | ۵۰,۰۰۰ riels          | ۱۵۰ × ۷۰ mm | ارغوانی، قهوه‌ای و آبی           | پادشاه نوردوم سیهانوک                                                  | انگکور وات، فیل سه‌سر                                                                     | ۲۰۰۱  | ۶ آوریل ۲۰۰۱   | در گردش      |
|       |       | ۵۰,۰۰۰ riels          | ۱۵۵ × ۷۲ mm | قهوه‌ای                          | ناگا، پادشاه نوردوم سیهانوک                                            | معبد باکونگ و تندیس فیل در معبد کوه کر                                                   | ۲۰۱۳  | ۶ مه ۲۰۱۴      | در گردش      |
|       |       | ۱۰۰,۰۰۰ riels         | ۱۷۰ × ۷۷ mm | سبز                             | نشان سلطنتی، پادشاه پدر نوردوم سیهانوک، ملکه مادر نوردوم مونینیت، ناگا | پادشاه پدر نوردوم سیهانوک، ملکه مادر نوردوم مونینیت و پادشاه نوردوم سیهامونی، تندیس سنگی | ۲۰۱۲  | ۱۴ مه ۲۰۱۳     | در گردش      |

## سکه‌ها
نخستین سری سکه‌ها، سکه‌های ۵ سنی بود که در سال ۱۹۷۹ از جنس آلومینیم ضرب شد. دومین سری سکه‌ها (سری کنونی) در سال ۱۹۹۴ معرفی شد؛ این سکه‌ها امروزه به ندرت در بازار دیده می‌شود.